# Mythologie mbuti
 (septembre 2019).
Si vous disposez d'ouvrages ou d'articles de référence ou si vous connaissez des sites web de qualité traitant du thème abordé ici, merci de compléter l'article en donnant les références utiles à sa vérifiabilité et en les liant à la section « Notes et références ».

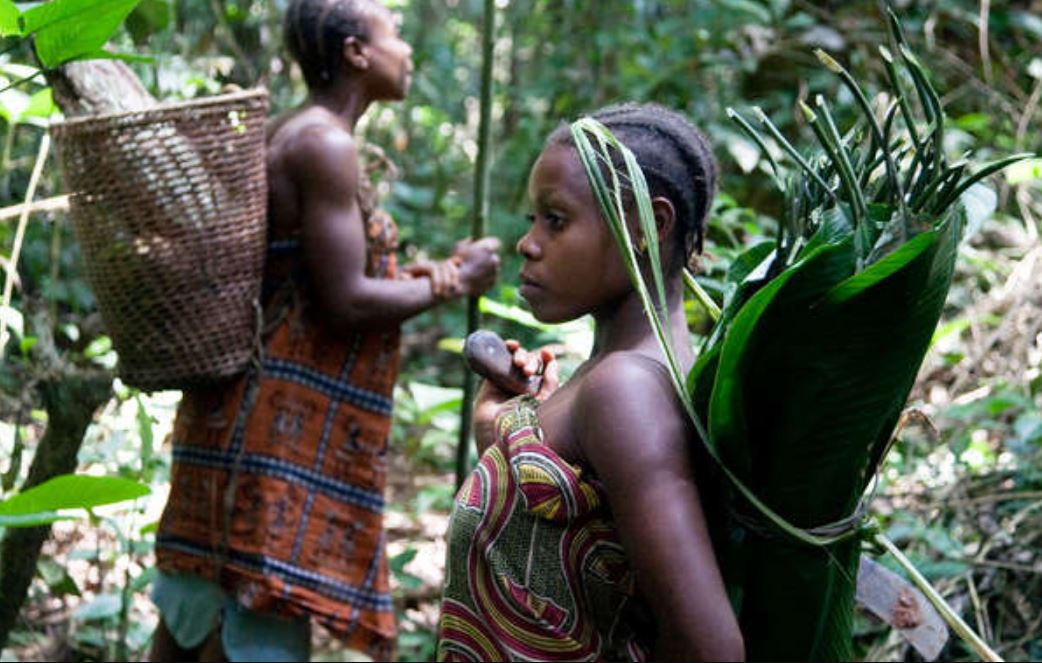
Membres des peuples autochtones de République Démocratique du Congo que sont les Mbuti, les Baka et les Batwa.

La mythologie mbuti est la mythologie d'un peuple pygmée de la République démocratique du Congo, les Mbuti. 

## Panthéon
Au sommet du panthéon des Mbuti se trouve le dieu Khonvoum (connu également sous les noms de Khonuum, Kmvoum, et Chorum), le dieu de la chasse qui tient dans ses mains un arc fait de deux serpents qui se présentent aux hommes sous la forme d'un arc-en-ciel. Tous les jours, après le coucher du soleil, Khonvoum réunit des fragments d'étoiles et les jette dans le soleil afin de le revitaliser en vue du jour suivant. De manière occasionnelle, Khonvoum contacte les mortels par l'intermédiaire de Gor (un dieu du tonnerre qui est aussi un éléphant) ou un caméléon (comparable au messager divin de la mythologie Yoruba, Orish-nla.  Khonvoum a créé l'humanité à partir de l'argile. Les hommes noirs ont été faits à partir d'argile noire, les blancs à partir d'argile blanche, et les Pygmées à partir d'argile rouge. Il a aussi créé les animaux dont ont besoin les chasseurs. 
Arebati est une divinité lunaire et aussi le père du ciel.  Pour certaines sources, c'est Arebati et non Khonvoum qui a créé l'humanité à partir de l'argile.   
Tore est un dieu de la forêt qui fournit les animaux aux chasseurs. Il est aussi un dieu du tonnerre qui apparait sous forme d'orage et se cache dans les arcs-en-ciel. Tore apparait aussi sous la forme d'un léopard lors des rites d'initiation. Les premiers pygmées auraient volé le feu à Tore. Il les a poursuivis mais il ne put pas les rattraper et à son retour chez lui, sa mère était morte. Pour se venger, il décréta que les hommes aussi mourraient et est devenu depuis lors le dieu de la mort. 
Negoogunogumbar est un ogre-géant. Lié au peuple des Pygmées du Congo, Negoogunogumbar mange les Mbuti, en particulier les enfants ; il représente les forces dangereuses de la forêt qui pourraient entraîner les Mbuti et les manger,. 
Obrigwabibikwa est nain qui peut se transformer en reptile.